# محمد وهيب
محمد وهيب (1935 في القدس -20 فبراير 2021 في عمان) مطرب وملحن فلسطيني–أردني.

## حياته
التحق بإذاعة رام الله عندما بدأت عام 1958 ومن ثم انتقل معها بعد ذلك إلى ام الحيران، وغنى من اشعار حيدر محمود، نايف أبو عبيد، وسليمان المشيني، كما تعاون مع جميل العاص، وروحي شاهين وغيرهم من الملحنين، ومنح جائزة الدولة التقديرية في حقل الفنون (مجال الموسيقى/التلحين) في عام 2011.
درس الموسيقى في القاهرة على أيدي كبار الفنانين المصريين. وكان من الذين ساهموا في تأسيس الإذاعة الأردنية في رام الله وبعدها في عمان.
يعتبر هو من اكتشف الفنان فيصل حلمي والفنانة نهاوند وساهم في وصولهم إلى منصة الغناء العربي في الأردن.

## أعماله
- خلي يا خلي مع سهام الصفدي[1]
- ممنوع الحب ممنوع
- إنت إبني وانا ببني
- كيف أنام الليل يا سليمة
- حراق الشوق يا سالم مع سماهر
- طلوا الحلوين
- باسم الحرية
- لو أن لي ألف روح كلمات حسني فريز
- حبيبي يا وطني كلمات محمود إبراهيم
- لا لا يام الشال الليموني
- شيلي هالنظارة

## وفاته
توفي في 20 فبراير 2021 وشيع جثمانه من مسجد خورما الكبير في بيادر وادي السير. شارك في مراسم التشييع وزير الثقافة الأردني باسم الطويسي.